# Železniční trať Peking–Kanton
Železniční trať Peking–Kanton (čínsky v českém přepisu Ťing-kuang tchie-lu, pchin-jinem Jīngguǎng tiělù, znaky zjednodušené 京广铁路, tradiční 京廣鐵路) je jedna z páteřních železničních tratí v Čínské lidové republice. Spojuje hlavní město Peking ležící v severní Číně přes centrální Čínu s Kantonem, hlavním městem provincie Kuang-tung v jižní Číně. Prochází přitom přes řadu dalších provincií a jejich hlavní města: Š’-ťia-čuang v Che-peji, Čeng-čou v Che-nanu, Wu-chan v Chu-peji a Čchang-šu v Chu-nanu. Trať je dvojkolejná, s normálním rozchodem a maximální rychlostí mezi 150 km/h a 200 km/h. Vlaky na ní provozují Čínské dráhy.  Celková délka z Pekingského západního nádraží na Kantonské nádraží je 2324 kilometrů.